# Erastov
Erastov (del ruso: Эрастов) es un jútor del raión de Abinsk del krai de Krasnodar en el sur de Rusia. Está situado en el borde septentrional del Cáucaso Occidental, 28 km al nordeste de Abinsk y 43 km al suroeste de Krasnodar, la capital del krai. Tenía 24 habitantes en 2010.
Pertenece al municipio Jolmskoye.